# Чемпионат Европы по волейболу среди девушек 2009
8-й Чемпионат Европы по волейболу среди девушек (финальный турнир) проходил с 4 по 9 апреля 2009 года в Роттердаме (Нидерланды) с участием 12 сборных команд, составленных из игроков не старше 18 лет. Чемпионский титул выиграла юниорская сборная Бельгии.

## Команды-участницы
Нидерланды — команда страны-организатора;
Германия — по итогам чемпионата Европы среди девушек 2007;
Бельгия, Венгрия, Греция, Италия, Россия, Сербия, Словакия, Турция, Украина, Чехия — по результатам квалификации.

## Квалификация
Квалификация (отборочный турнир) чемпионата прошла с 6 по 12 января 2009 года с участием 28 команд. Были разыграны 10 путёвок в финальный турнир европейского первенства. От квалификации освобождены Нидерланды (команда страны-организатора) и Германия (по итогам предыдущего чемпионата Европы). 
Отборочный турнир включал один групповой этап. В финальную стадию чемпионата Европы вышли по две лучшие команды из групп.
| Место | Группа A ( Харьков) | Группа B ( Дзокка) | Группа C ( Яница) | Группа D ( Иванич-Град) | Группа Е ( Аланья) |
| ----- | ------------------- | ------------------ | ----------------- | ----------------------- | ------------------ |
| 1     | Сербия              | Италия             | Бельгия           | Россия                  | Турция             |
| 2     | Украина             | Венгрия            | Греция            | Чехия                   | Словакия           |
| 3     | Финляндия           | Польша             | Румыния           | Хорватия                | Азербайджан        |
| 4     | Литва               | Словения           | Эстония           | Беларусь                | Франция            |
| 5     | Болгария            | Латвия             | Люксембург        | Австрия                 | Португалия         |
| 6     |                     |                    | Дания             | Испания                 | Израиль            |

## Система розыгрыша
Соревнования состояли из предварительного этапа и плей-офф. На предварительной стадии 12 команд-участниц были разбиты на 4 группы, в которых играли в один круг. По две лучшие команды из групп вышли в четвертьфинал плей-офф и далее по системе с выбыванием определили призёров чемпионата. Итоговые 5—8-е места разыграли команды, проигравшие в четвертьфинале. Итоговые 9—12-е места разыграли команды, занявшие в группах третьи места.

## Игровая арена
Роттердам
- Матчи чемпионата прошли в двух игровых залах многофункциональной арены «Rotterdam Ahoy». Вместимость — 16400 (большой зал) и 6000 (малый зал) зрителей. Арена открыта в 1950, реконструирована в 1971 году.

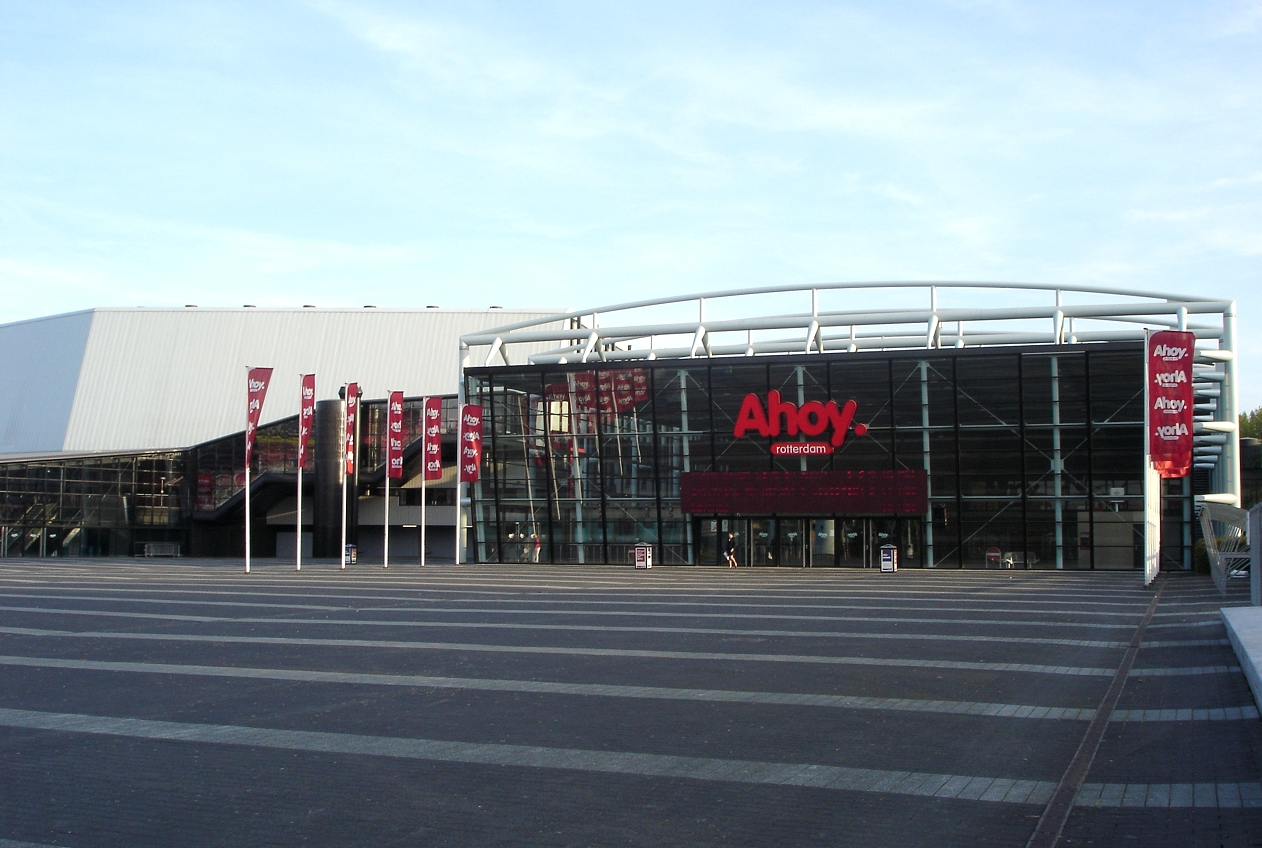
Rotterdam Ahoy
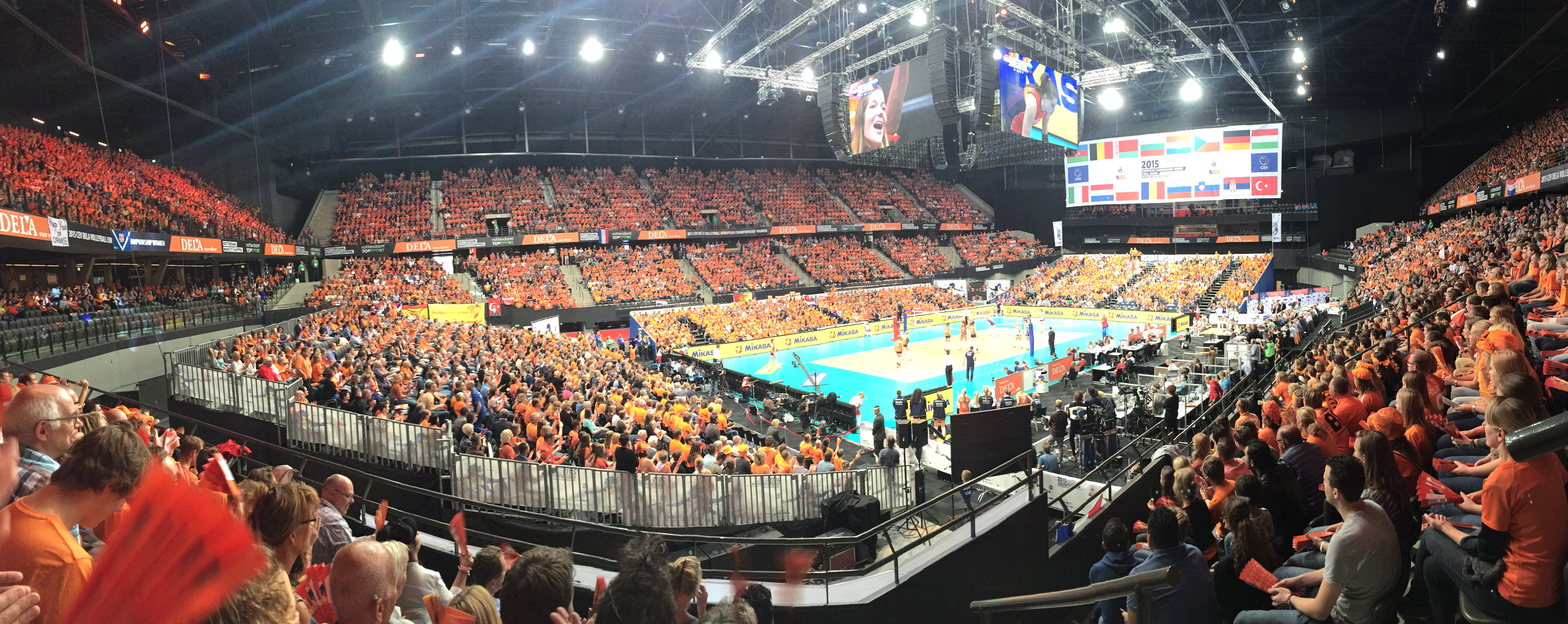
Rotterdam Ahoy (большой игровой зал)

## Предварительный этап
|  | Прошедшие в плей-офф за 1—8 места |

### Группа А
| М | Команда  | 1   | 2   | 3   | И | В | П | С/П | О |
| - | -------- | --- | --- | --- | - | - | - | --- | - |
| 1 | Бельгия  |     | 3:1 | 3:1 | 2 | 2 | 0 | 6:2 | 4 |
| 2 | Словакия | 1:3 |     | 3:0 | 2 | 1 | 1 | 4:3 | 3 |
| 3 | Россия   | 1:3 | 0:3 |     | 2 | 0 | 2 | 1:6 | 2 |

4 апреля
Бельгия — Словакия 3:1 (25:22, 18:25, 25:19, 25:17).
5 апреля
Бельгия — Россия 3:1 (25:18, 22:25, 26:24, 25:16).
6 апреля
Словакия — Россия 3:0 (25:15, 25:21, 25:21).

### Группа В
| М | Команда    | 1   | 2   | 3   | И | В | П | С/П | О |
| - | ---------- | --- | --- | --- | - | - | - | --- | - |
| 1 | Венгрия    |     | 3:1 | 3:2 | 2 | 2 | 0 | 6:3 | 4 |
| 2 | Украина    | 1:3 |     | 3:2 | 2 | 1 | 1 | 4:5 | 3 |
| 3 | Нидерланды | 2:3 | 2:3 |     | 2 | 0 | 2 | 4:6 | 2 |

4 апреля
Венгрия — Украина 3:1 (20:25, 25:10, 25:20, 25:15).
5 апреля
Венгрия — Нидерланды 3:2 (25:27, 25:17, 25:22, 18:25, 15:10).
6 апреля
Украина — Нидерланды 3:2 (17:25, 24:26, 29:27, 25:22, 18:16).

### Группа С
| М | Команда  | 1   | 2   | 3   | И | В | П | С/П | О |
| - | -------- | --- | --- | --- | - | - | - | --- | - |
| 1 | Сербия   |     | 3:1 | 3:0 | 2 | 2 | 0 | 6:1 | 4 |
| 2 | Германия | 1:3 |     | 3:0 | 2 | 1 | 1 | 4:3 | 3 |
| 3 | Греция   | 0:3 | 0:3 |     | 2 | 0 | 2 | 0:6 | 2 |

4 апреля
Сербия — Греция 3:0 (25:12, 25:12, 25:16).
5 апреля
Сербия — Германия 3:1 (25:19, 25:16, 21:25, 25:20).
6 апреля
Германия — Греция 3:0 (25:16, 25:14, 25:21).

### Группа D
| М | Команда | 1   | 2   | 3   | И | В | П | С/П | О |
| - | ------- | --- | --- | --- | - | - | - | --- | - |
| 1 | Италия  |     | 3:2 | 3:0 | 2 | 2 | 0 | 6:2 | 4 |
| 2 | Турция  | 2:3 |     | 3:2 | 2 | 1 | 1 | 5:5 | 3 |
| 3 | Чехия   | 0:3 | 2:3 |     | 2 | 0 | 2 | 2:6 | 2 |

4 апреля
Турция — Чехия 3:2 (22:25, 27:25, 27:25, 22:25, 15:13).
5 апреля
Италия — Турция 3:2 (25:22, 25:27, 23:25, 25:15, 15:10).
6 апреля
Италия — Чехия 3:0 (25:10, 25:23, 25:19).

## Плей-офф

### Полуфинал за 9—12-е места
7 апреля
Россия — Нидерланды 3:1 (25:17, 23:25, 26:24, 25:20).
Чехия — Греция 3:0 (25:16, 25:15, 25:20).

### Четвертьфинал
7 апреля
Бельгия — Украина 3:0 (25:20, 25:17, 25:15).
Сербия — Турция 3:0 (25:15, 25:19, 25:23).
Словакия — Венгрия 3:1 (18:25, 25:23, 25:23, 25:23).
Италия — Германия 3:0 (25:19, 25:20, 25:17).

### Полуфинал за 5—8-е места
8 апреля
Турция — Венгрия 3:0 (25:16, 25:19, 25:21).
Германия — Украина 3:0 (25:20, 25:14, 25:23).

### Полуфинал за 1—4-е места
8 апреля
Бельгия — Италия 3:1 (25:23, 21:25, 25:21, 25:19).
Сербия — Словакия 3:2 (25:15, 21:25, 21:25, 25:21, 15:10).

### Матч за 11-е место
8 апреля
Нидерланды — Греция 3:1 (25:18, 20:25, 25:16, 25:15).

### Матч за 9-е место
8 апреля
Россия — Чехия 3:1 (23:25, 25:23, 25:23, 25:22).

### Матч за 7-е место
9 апреля
Венгрия — Украина 3:1 (25:17, 25:19, 16:25, 25:22).

### Матч за 5-е место
9 апреля
Турция — Германия 3:2 (26:24, 16:25, 22:25, 25:19, 15:6).

### Матч за 3-е место
9 апреля
Италия — Словакия 3:1 (25:15, 25:12, 20:25, 25:23).

### Финал
9 апреля
Бельгия — Сербия 3:1 (25:23, 25:21, 10:25, 25:17).

## Итоги

### Положение команд
| Место | Команда    |
| ----- | ---------- |
| 1     | Бельгия    |
| 2     | Сербия     |
| 3     | Италия     |
| 4     | Словакия   |
| 5     | Турция     |
| 6     | Германия   |
| 7     | Венгрия    |
| 8     | Украина    |
| 9     | Россия     |
| 10    | Чехия      |
| 11    | Нидерланды |
| 12    | Греция     |

Бельгия, Сербия, Италия, Словакия, Турция, Германия квалифицировались на чемпионат мира среди девушек 2009.

### Призёры
Бельгия: Дельфин Брюгман, Шарлотте де Вресе, Сара Довогья, Лаура Хейрман, Лотте Пендерс, Эллен Рёйссхарт, Жюльетт Тевенен, Илка ван де Вивер, Лоре ван ден Вондер, Лизе ван Хеке, Софи ван Ниммен, Каролин Влёгелс. Главный тренер — Жюльен ван де Вивер. 
  Сербия: Ана Белица, Александра Йоцич, Сара Клисура, Ивана Лукович, Елена Медаревич, Мария Михайлович, Ивана Мрдак, Даница Раденкович, Лиляна Ранкович, Майя Савич, Йована Стеванович, Александра Вукович. Главный тренер — Марьяна Мирославлевич.
  Италия: Лаура Баджи, Флориана Бертоне, Марика Бьянкини, Летиция Камера, Анна Канева, Сара Каррара, Валентина Диуф, Анджела Габбьядини, Элена Габриэли, Джулия Пизани, Кьяра Скарабелли, Эрика Вьетти. Главный тренер — Маурицио Моретти.

### Индивидуальные призы
- MVP:  Лизе ван Хеке
- Лучшая нападающая:  Лизе ван Хеке
- Лучшая блокирующая:  Джулия Пизани
- Лучшая связующая:  Илка ван де Вивер
- Лучшая либеро:  Мария Михайлович
- Лучшая на подаче:  Сара Клисура
- Самая результативная:  Лизе ван Хеке